# Campodorus labytnangi
Campodorus labytnangi är en stekelart som beskrevs av Dmitriy R. Kasparyan 2006. Campodorus labytnangi ingår i släktet Campodorus och familjen brokparasitsteklar. Inga underarter finns listade.